# Данденонг-Рэнджес
Данденонг-Рэнджес (англ. Dandenong Ranges National Park) — национальный парк, расположенный в районе Большого Мельбурна штата Виктория в Австралии. Расположен в 31 км от Фернтри-Галли и Боронии, в 45 км от Сильвана к востоку от Мельбурна. Площадь парка составляет 3540 га.
Парк был создан 13 декабря 1987 года, объединив национальный парк Фернтри-Галли, Шербрукский лес и поместье Дунгалла. В 1997 году к национальному парку были официально присоединены государственный лес Олинда, гора Эвелин и заповедник Монтроуз.

## История
Первоначально регион был заселён аборигенами племён бунуронг и воурронг. Когда регион стал важным источником древесины для Мельбурна большая часть леса была вырублена. В конце XIX века в этом районе началось сельское хозяйство, когда были построены автомобильные и железные дороги. В 1900 году открылась узкоколейная линия «Пыхтящий Билли» от Фернтри-Галли до Гембрука. Туризм процветал с 1870-х годов. Ущелье папоротникового дерева было первым, который был основан как парк в 1882 году, за ним последовали другие районы. Нынешний национальный парк был основан в 1987 году.

## Описание
Национальный парк разделён на пять частей:
- Лес Дунгалла — содержит саму гору Данденонг и смотровую площадку SkyHigh с панорамным видом на восточный Мельбурн[4].
- Ущелье Ферн-Три — юго-западная часть национального парка, расположенная между пригородами Фернтри-Галли и Борония на западе, Апвей на юге, Тремонт и Сассафрас на востоке и Бейзин на севере. В парке находится туристическая тропа «Тысячи шагов», ведущая к холму Уан-Три[4]:. Очень крутая пешеходная тропа включает более 700 ступеней протяжённостью 2,5 км и посвящена битве за трассу Кокода на австралийской территории Папуа во время Второй мировой войны. Ступени являются популярным местом для экскурсантов и любителей фитнеса. Считается, что ступени были сооружены в начале 1860-х годов, когда они служили единственным средством доступа к вершине холма Уан-Три. Согласно туристическому путеводителю, опубликованному в 1868 году, на всех остальных территориях была густая лесная растительность.
- Лес Маунт-Эвелин — самая северная часть парка.
- Лес Олинда занимает восточные склоны горы Данденонг.
- Шербрукский лес[5].

## Галерея

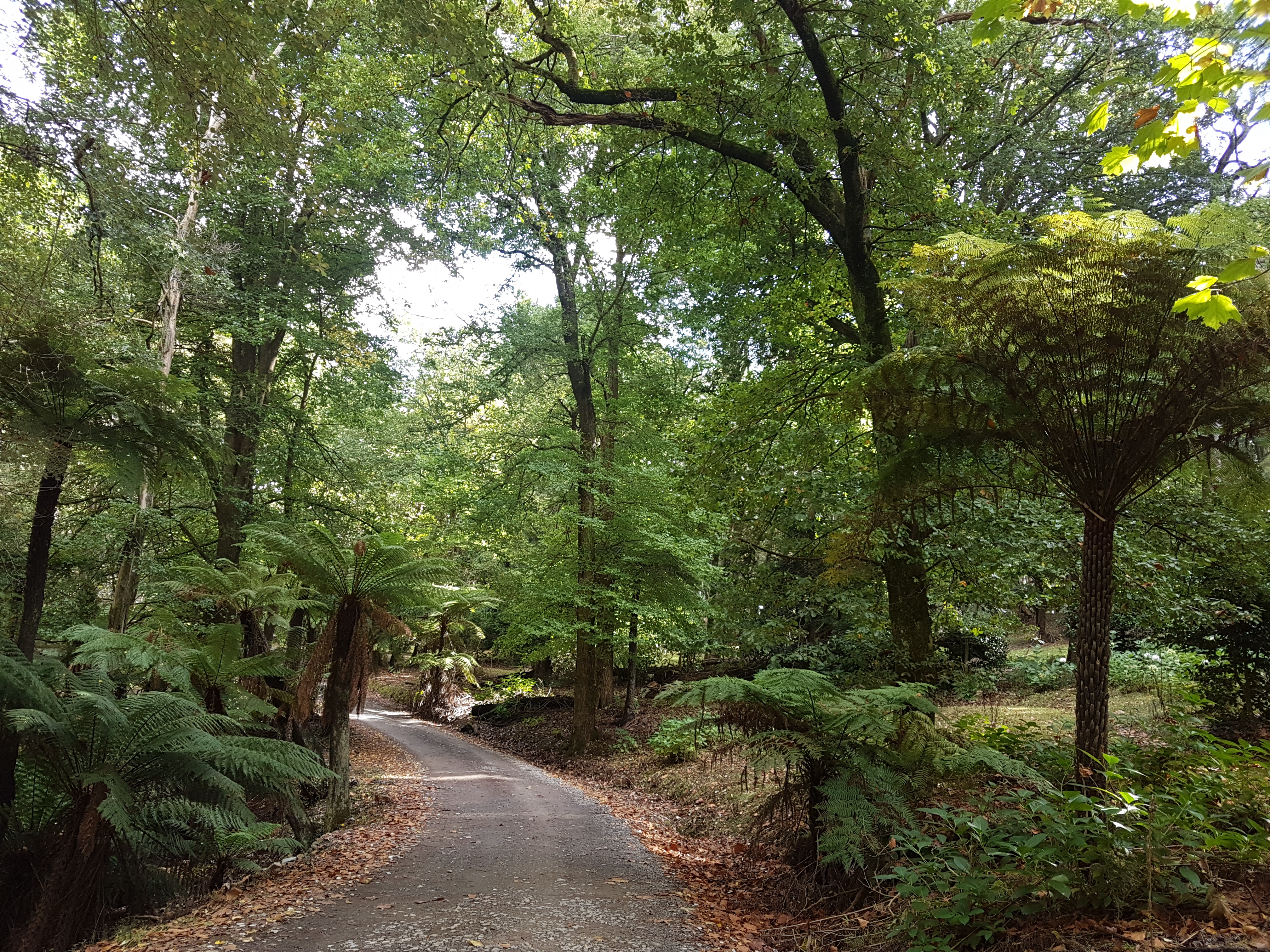
Усадьба Дунгалла
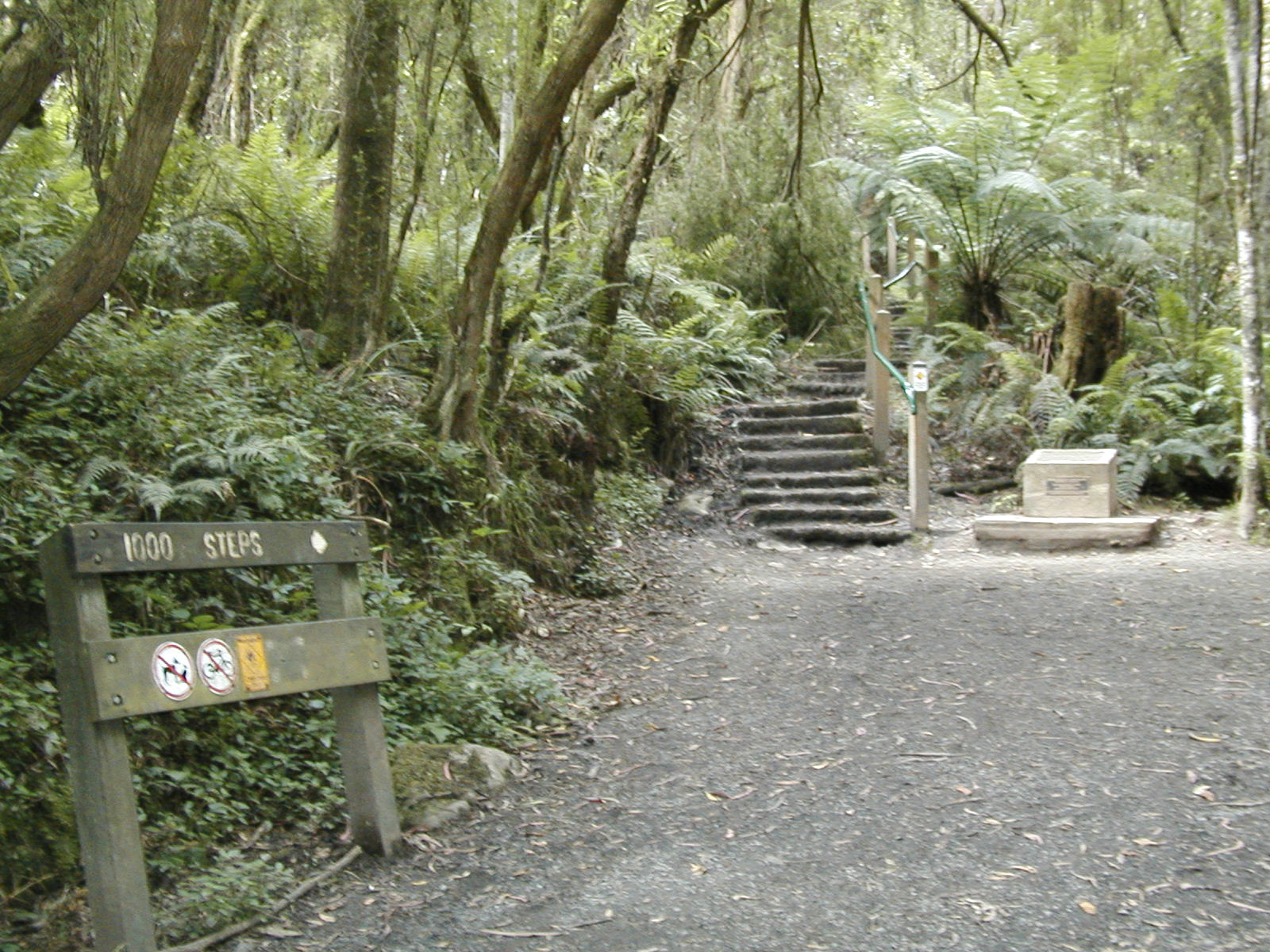
Тропа «Тысяча шагов»
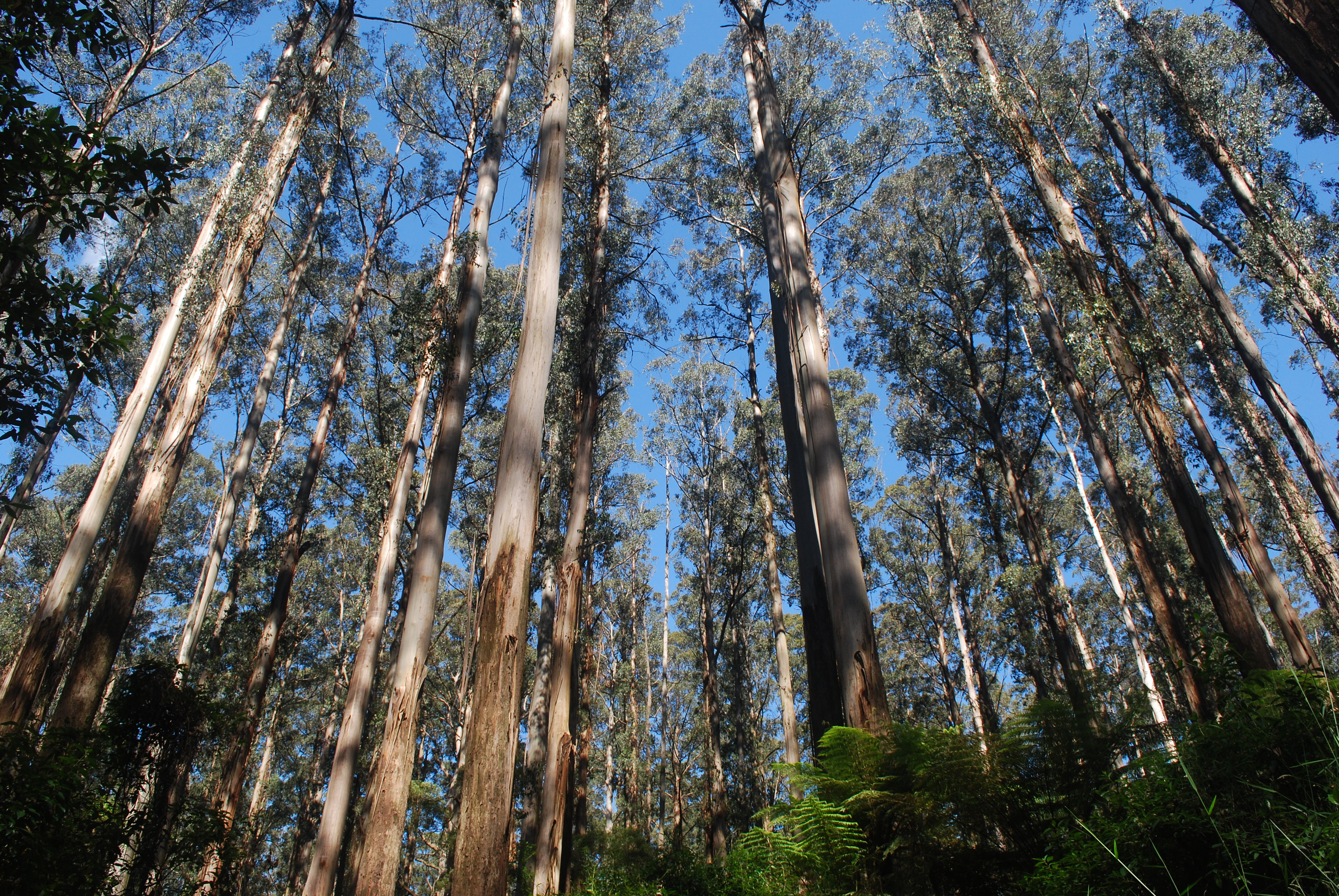
Шербрукский лес
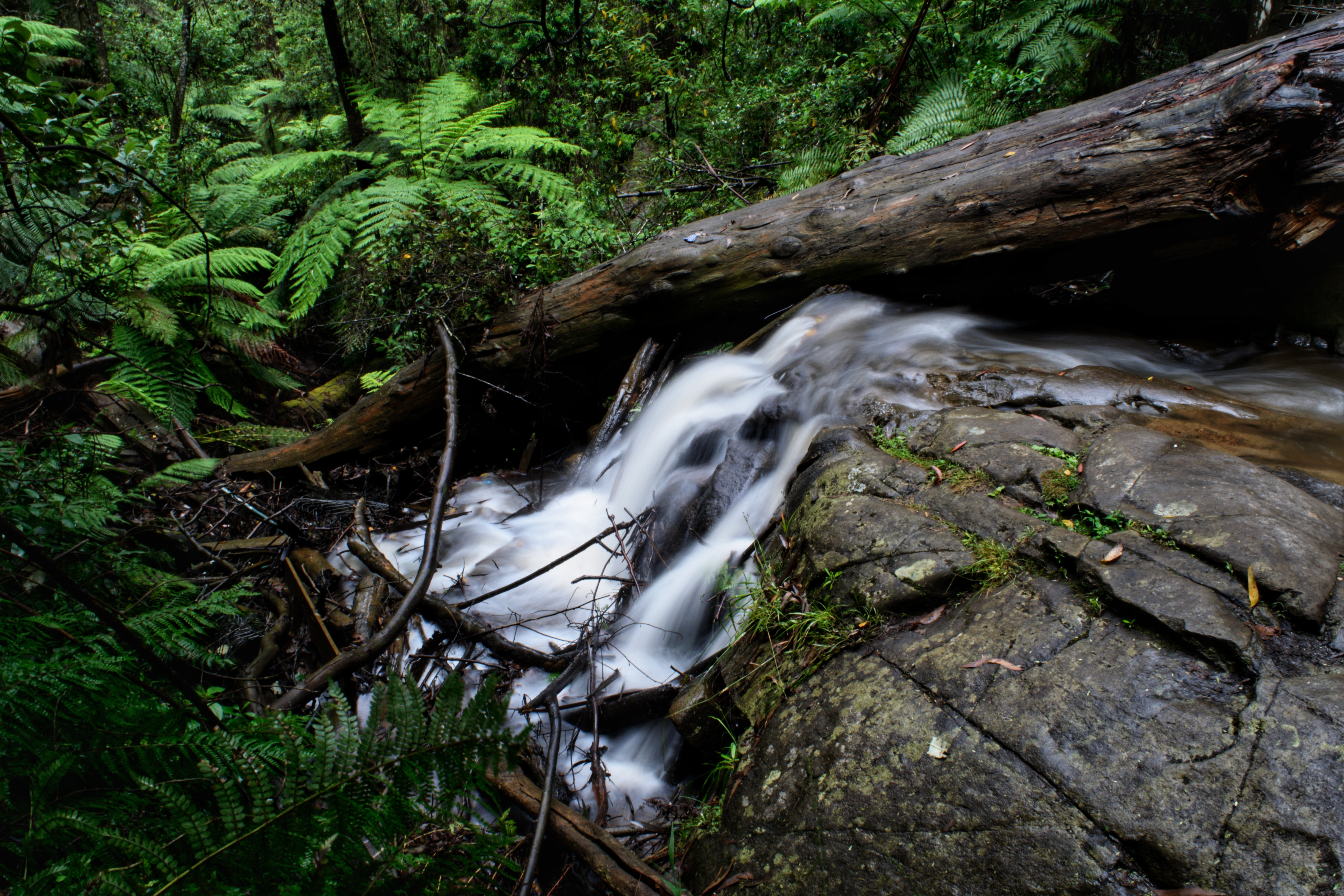
Водопад Олинда

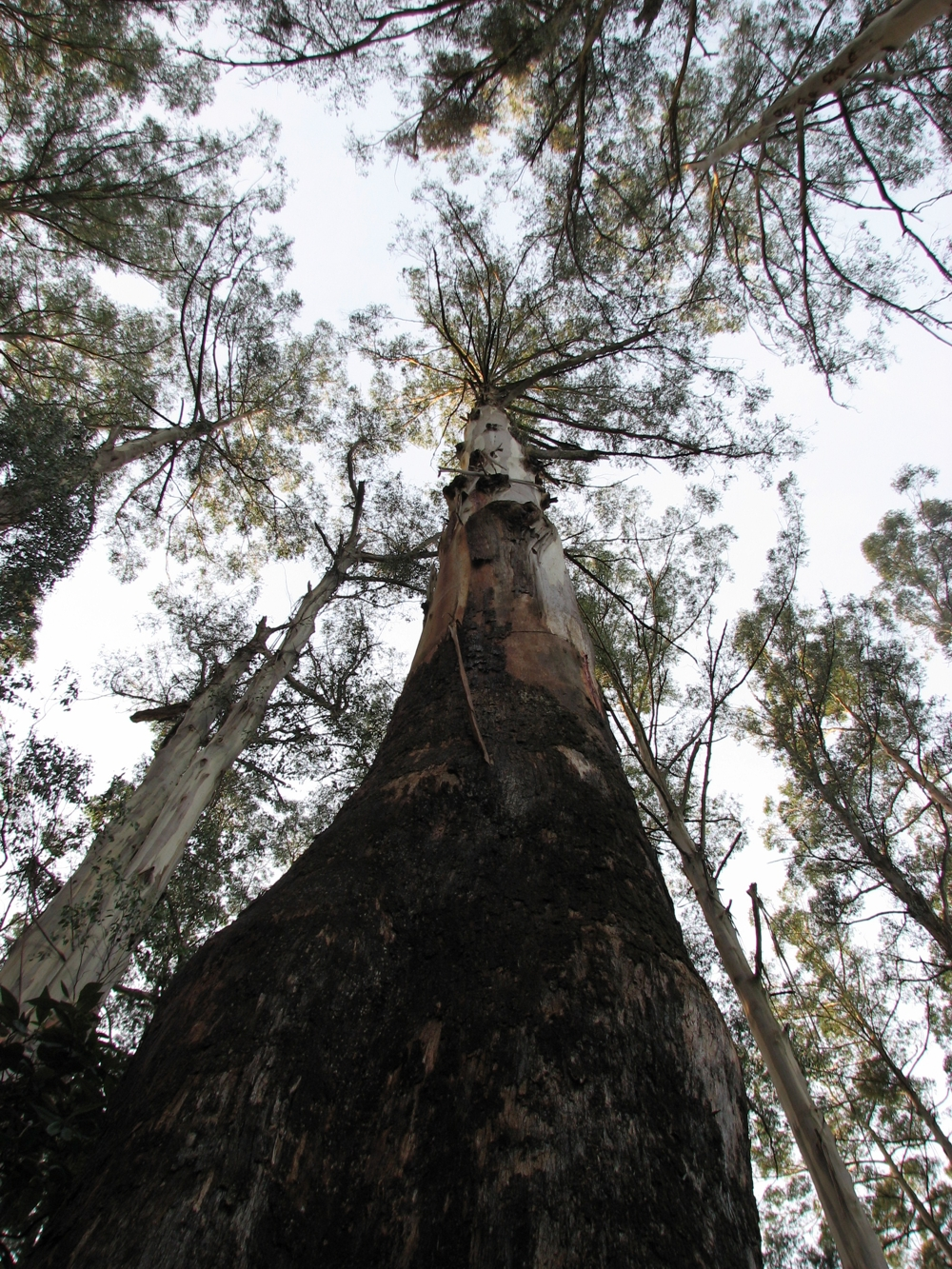
Эвкалипт царственный
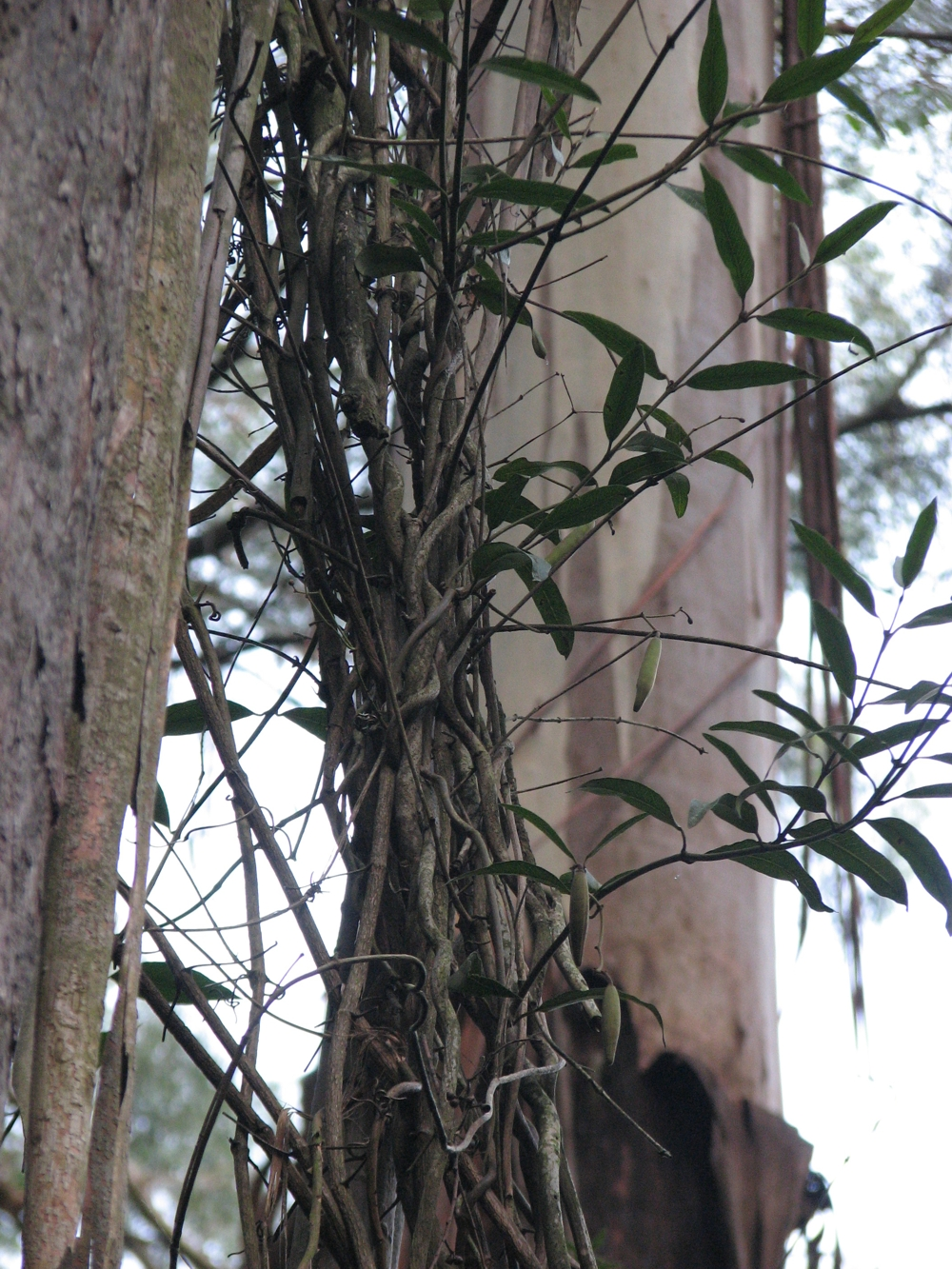
Лиана Parsonsia brownii
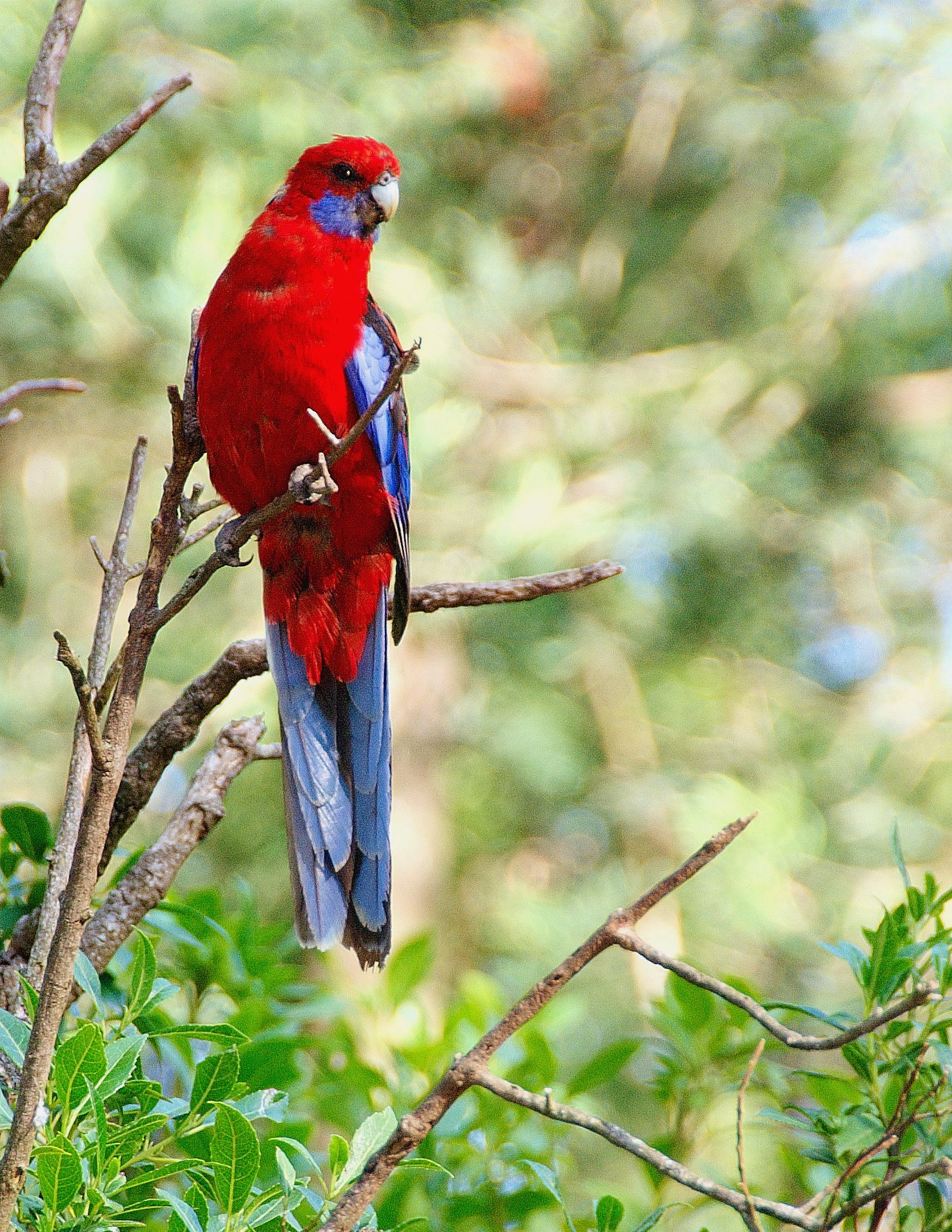
Красная розелла
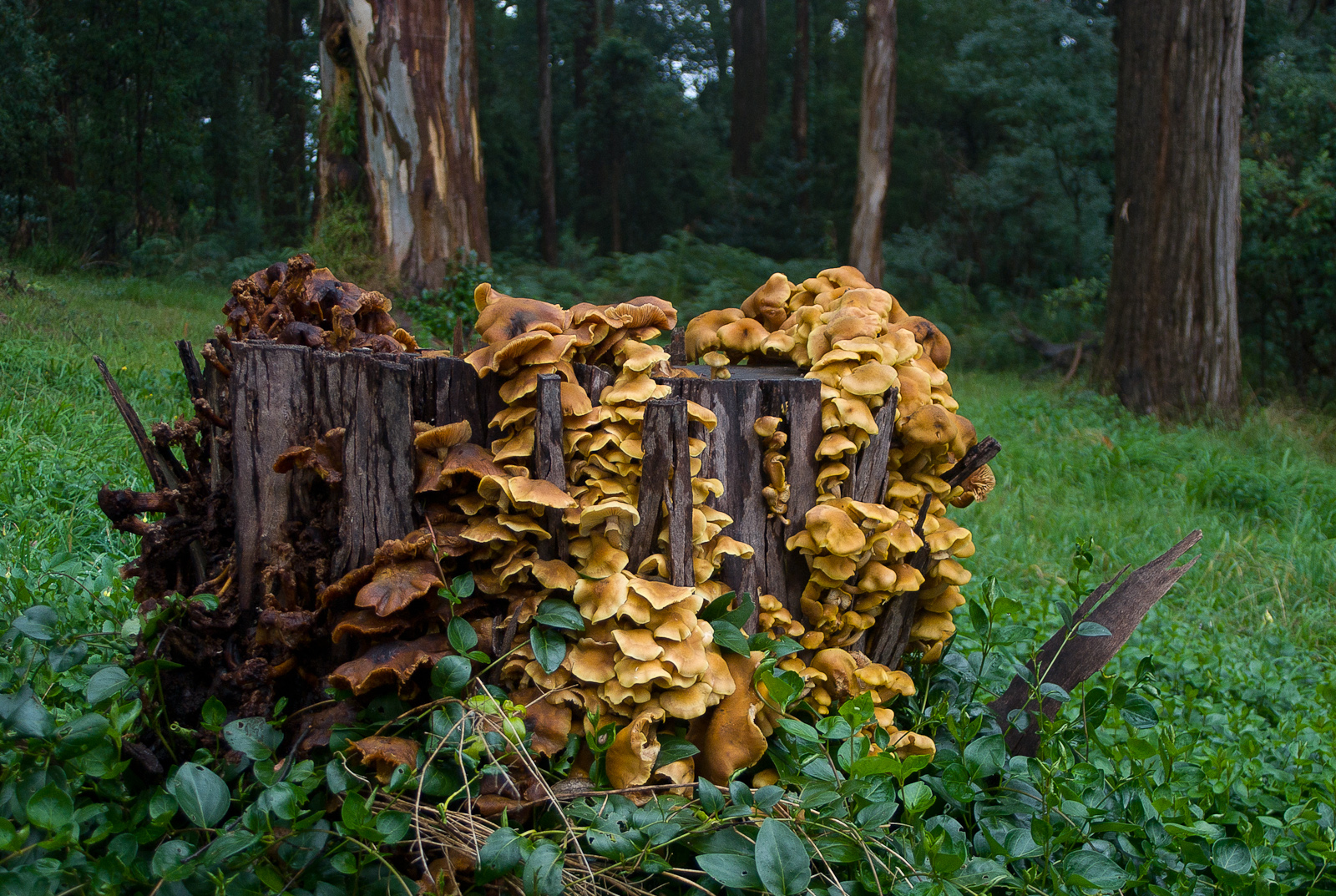
Armillaria luteobubalina